# Ōmura Sumitada
Ōmura Sumitada est un nom japonais traditionnel ; le nom de famille (ou le nom d'école), Ōmura, précède donc le prénom (ou le nom d'artiste) Sumitada.
Ōmura Sumitada (大村 純忠, Ōmura Sumitada, né en 1533 et mort le 23 juin 1587) est un daimyo (seigneur japonais) de la période Sengoku. Il est connu pour avoir été le premier daimyo à se convertir au christianisme, à la suite de l'arrivée des marchands portugais et des missionnaires jésuites sur l'archipel nippon au milieu du XVIe siècle. Lors de son baptême, il prend le nom de « Barthélemy » et est appelé par les missionnaires « Dom Barthélemy ». Il a fait plusieurs concessions territoriales et portuaires aux jésuites portugais, dont Nagasaki.

## Jeunesse
Ōmura Sumitada naît en 1533, fils d'Arima Haruzumi, seigneur de Shimabara, et de son épouse, une fille d'Ōmura Sumiyoshi. Son nom d'enfance est Shōdōmaru (勝童丸). À l'âge de 5 ans, il est adopté par son oncle Ōmura Sumisaki et prend la tête de la famille Ōmura en 1550. Comme Sumisaki n'a pas d'héritiers légitimes et que le clan Ōmura a ses origines dans la lignée familiale des Arima, Sumisaki adopte volontiers le jeune Shodomaru, qui prend le nom de « Sumitada » au moment de sa succession.

## Carrière
À la suite de sa succession, il est immédiatement confronté à une multitude de pressions, dont la plus importante est l'attaque de Ryūzōji Takanobu de Hizen-Saga. Sumitada trouve la réponse à ses problèmes dans le christianisme. En 1561, après l'assassinat d'étrangers à Hirado (dans la zone d'influence du clan Hirado), les Portugais commencent à chercher d'autres ports où ils pourraient commercer.
En réponse à leur recherche, Sumitada leur offre refuge dans son domaine à Yokose-ura. Cette démarche fait grande impression sur les Portugais, et en particulier sur les Jésuites qui acceptent volontiers cette offre. Peu de temps après, en 1563, Sumitada et ses vassaux deviennent chrétiens et Sumitada est baptisé par le père de Torres: il prend le nom chrétien « Barthélemy ». Cependant, Sumitada est radical dans sa foi et rase les temples bouddhistes et les sanctuaires shintoïstes, défigure les tombes de ses ancêtres, et parce qu'il impose le christianisme sur ses obligés et les gens de son domaine, il court le risque sérieux d'un soulèvement général.

## Ouverture de Nagasaki
Goto Takaakira, fils illégitime d'Ōmura Sumisaki qui hait Sumitada, conduit un soulèvement et incendie Yokoseura, ce qui met fin au commerce extérieur. En conséquence, en 1570, Sumitada ouvre le port de Nagasaki aux Portugais et encourage son développement. Lorsque les Ryūzōji attaquent Nagasaki en 1578, les Portugais aident Sumitada à les repousser. À la suite de cet événement, le 9 juin 1580, Sumitada cède Nagasaki « à perpétuité » à la Compagnie de Jésus.
À la suite de la campagne de Toyotomi Hideyoshi contre le clan Shimazu, les Ōmura sont confirmés dans leurs propriétés mais Nagasaki est reprise aux jésuites et transformée en chokkatsu-ryo, ou propriété foncière directe, de l'administration Toyotomi.

## Fin de vie
Sumitada transmet l'administration domaniale à son fils, Ōmura Yoshiaki, et prend sa retraite dans une résidence à Sakaguchi. Il y meurt de tuberculose le 23 juin 1587.

## Description contemporaine
Il existe aussi un certain événement très connu jusqu'à aujourd'hui au sujet duquel le père jésuite portugais Luís Fróis écrit :

« Comme Omura Sumitada part à la guerre, il se trouve qu'il passe devant une idole nommée Marishiten, qui est leur dieu des batailles. Quand ils passent, ils s'inclinent et la vénèrent et les païens qui sont à cheval mettent pied à terre en signe de respect. L'idole a un coq sur la tête. Comme le daimyo arrive avec son escadre, il fait arrêter ses hommes et leur ordonne de prendre l'idole et de la brûler avec l'ensemble de temple ; puis il prend le coq et lui donne un coup d'épée, disant : “Oh, combien de fois m'as-tu trahi!” Après que tout a été brûlé, il fait ériger une très belle croix à la même place, et après que lui et ses hommes lui ont manifesté un très profond respect, ils poursuivent leur chemin vers la guerre. »

— Extrait du The Samurai Sourcebook.

## Source de la traduction
- (en) Cet article est partiellement ou en totalité issu de l’article de Wikipédia en anglais intitulé « Ōmura Sumitada » (voir la liste des auteurs).